# Ruellia parvifolia
Ruellia parvifolia är en akantusväxtart som beskrevs av Ignatz Urban. Ruellia parvifolia ingår i släktet Ruellia och familjen akantusväxter. Inga underarter finns listade i Catalogue of Life.